# 상현도서관
상현도서관은 경기도 용인시 수지구 상현동 소재의 시립 도서관이다.

## 연혁
- 2015.05.20. 상현도서관 개관

## 시설현황
- 5층	열람실 180석 노트북실 30석 휴게실 48석
- 4층	제2종합자료실 38석 세미나실 26석 시청각실 48석 사무실	-
- 3층	제1종합자료실 77석 디지털자료실 42석 (PC20대)
- 2층	어린이자료실 62석
- 1층	유아자료실	29석

## 이용 안내
이용 시간
- 열람실: 평일 및 주말 07:00~24:00 / 공휴일 09:00~18:00
- 종합자료실: 평일 09:00~22:00 / 주말 09:00~17:00
- 어린이자료실: 평일 09:00~18:00 / 주말 09:00~17:00
- 디지털자료실: 평일 09:00~18:00 / 주말 09:00~17:00